# Дудинский, Денис Игоревич
Дудинский Денис Игоревич (род. 9 февраля 1974, Минск, Белорусская ССР) — белорусский телеведущий, корреспондент, шоумен, актёр, фронтмен группы DaVinci.

## Биография
Дед Дениса Дудинского, Фёдор Фёдорович Дудинский, был генерал-майором, заместителем командующего артиллерией Белорусского военного округа.
Сам Денис с детства занимался спортом: легкой атлетикой и большим теннисом. Неоднократно становился чемпионом спортивных соревнований по городу и стране.
Увлекался литературой о путешествиях и географией.
8 июня 2021 года Денис Дудинский вместе со своей женой Екатериной Раецкой уехал по политическим причинам из Беларуси на Украину.

### Образование
Денис Дудинский окончил Минский государственный лингвистический университет по специальности преподаватель английского и итальянского языков. Будучи студентом, являлся участником и артистом юмористического театра «Ай-Да».

## Радио и телевизионная карьера

### Радио
Первое появление Дудинского в медиапространстве состоялось именно на радио, куда его приглашали озвучивать рекламные ролики на иностранных языках. Позже Денису предложили вести ночные эфиры программы «Пижама-пати» на «Радиус FM». Именно на радио Дудинский познакомился с телевизионными режиссёрами, которые предложили попробовать себя в телеэфире.

### Телевидение
с 2005 года — ведущий утреннего шоу «Добрай раніцы, Беларусь!», выходящего на телеканале Беларусь 1 в прямом эфире;
с 2006 года — постоянный ведущий Международного фестиваля искусств Славянский базар в Витебске;
2006 — официальный комментатор Евровидение-2006 от Беларуси;
2008 — ведущий телешоу «Великолепная семёрка» телеканала «ЛАД»  Архивная копия от 6 мая 2020 на Wayback Machine
2008 — ведущий телепрограммы «Ваше лото»;
2009—2010 — ведущий проекта «Песня года 2009» на телеканале «Россия» с Анжеликой Агурбаш, Лерой Кудрявцевой, Сергеем Лазаревым;
2011 — ведущий вечернего шоу «Место встречи» на Беларусь 1;
с 2012 до 2015 года — ведущий финала национального отбора на «Евровидение» от Беларуси;
2015—2016 — ведущий программы о путешествиях «Турист» на Беларусь 2
2018 — ведущий Церемонии открытия конкурса «Детского Евровидения — 2018», ведущий пресс-конференций проекта.
В июле 2020 года был уволен с белорусского телевидения и отлучён от ведения Славянского базара вместе с Катериной Раецкой после записи в социальных сетях о бессмысленности задержаний людей, стоявших в очереди в магазин сувениров «Symbal.by». 12 августа 2020 года вместе с другими уволенными ранее сотрудниками Белтелерадиокомпании организовал акцию протеста у здания телевидения против цензуры.
В 2021 году стал одним из героев фильма «Страна в изгнании» на телеканале «Дождь».
С марта 2022 года — корреспондент телеканала «Белсат» на территории Украины.

## Музыкальная карьера

### Группа «DaVinci»
Группа «DaVinci» родилась в сентябре 2005 года после съёмок «Добрай раніцы Беларусь».
" В «Добрай раніцы, Беларусь!» и ко мне в гости пришёл композитор Леонид Ширин. И, стоя после эфира в курилке, я поинтересовался: «Леонид, когда-то в институте я пел в хоре. Может там песенка какая-то у вас есть. Я работаю на радио, у меня много друзей-музыкантов, певцов, а я как-то так вот и не знаю, каков он — процесс создания песни. С самого начала: от общения с композитором, написания текста и до полной записи в студии, возможно, и до съемки клипа».
Белорусская группа с итальянским стилем под названием «DaVinci». Первые несколько лет группа работала в непостоянном составе и сотрудничала с разными бэк-вокалистками, вскоре в коллективе постоянную работу начала Ольга Рыжикова, а в 2015 году к коллективу присоединилась вокалистка с профессиональным образованием в сфере культуры, продюсер Катерина Раецкая. За десять лет существования группа записала более двух десятков песен, выпустила студийный альбом, при этом сняв десяток видеоклипов, и даже проехала большим гастрольным туром и не только по белорусским городам и странам ближнего зарубежья, но и обрела своего постоянного зрителя и слушателя в Италии. В 2015 году группа «DaVinci» приступила к работе в обновленном составe, немного изменив общий стиль и работая над новым звучанием. «DaVinci» — это, только живое звучание гитары и певческих голосов, авторский материал, то всегда эффектное трио, сбалансированное по стилю и возрасту, рассчитанное на вкусы широкой аудитории.
Состав группы:
Денис Дудинский — вокалист и тексты;
Катерина Раецкая — женский вокал;
Леонид Ширин — композитор, аранжировщик, гитара.
В 2017 году на церемонии закрытия «Славянского Базара», группа «DaVinci» выступила с экс-солистом Bad Boys Blue Кевином МакКоем.

## Фильмография
- 2005 — «Каменская 5»
- 2008 — «Стая»
- 2007 — «Идеальная жена»[14]
- 2010 — «Журов 2»
- 2010 — «От сердца к сердцу»
- 2010 — «Капитан Гордеев»
- 2011 — «Семейный детектив»
- 2012 — «Продается кошка»

## Озвучивание
- 2011 — «Рыжик в Зазеркалье»
- 2016 — «Звезды седьмого неба»[15]

## Работа в театре
- 2019 — «Дракон», роль Ланселота. Современный художественный театр, Минск.
- 2019 — «Чайка», роль Тригорина. Современный художественный театр, Минск.

## Лицо кампании «Касается даже тех, кого не касается»
Общественный деятель с 2015 года Денис Дудинский лицо информационно-образовательной кампании по добровольному тестированию на ВИЧ «Касается даже тех, кого не касается» ЮНЭЙДС в Беларуси.
Цель кампании — привлечь внимание людей, которые могут быть инфицированы, но не знают об этом, и считают, что это их не касается. Своевременно сдав тест на ВИЧ, в случае положительного ответа, человек может получить необходимую медицинскую помощь, и тем самым остановить распространение эпидемии ВИЧ/СПИДа в Беларуси.
Лицами кампании «Касается даже тех, кого не касается» в Беларуси стали Посол доброй воли Объединённой программы ООН по ВИЧ/СПИДу (ЮНЭЙДС) в Беларуси Светлана Боровская, Посол доброй воли Детского Фонда ООН (ЮНИСЕФ) в Беларуси Владимир Пугач и телеведущий Дмитрий Бочков, Денис Дудинский, Екатерина Раецкая, Юрий Ващук, Ольга Рыжикова.

## Семья
В августе 2017 года Денис Дудинский женился на своей соведущей по «Славянскому Базару», солистке группы «ДаВинчи», продюсере Катерине Раецкой.
Медовый месяц артисты вместе провели на Мадагаскаре.